# Asedio de Baniás

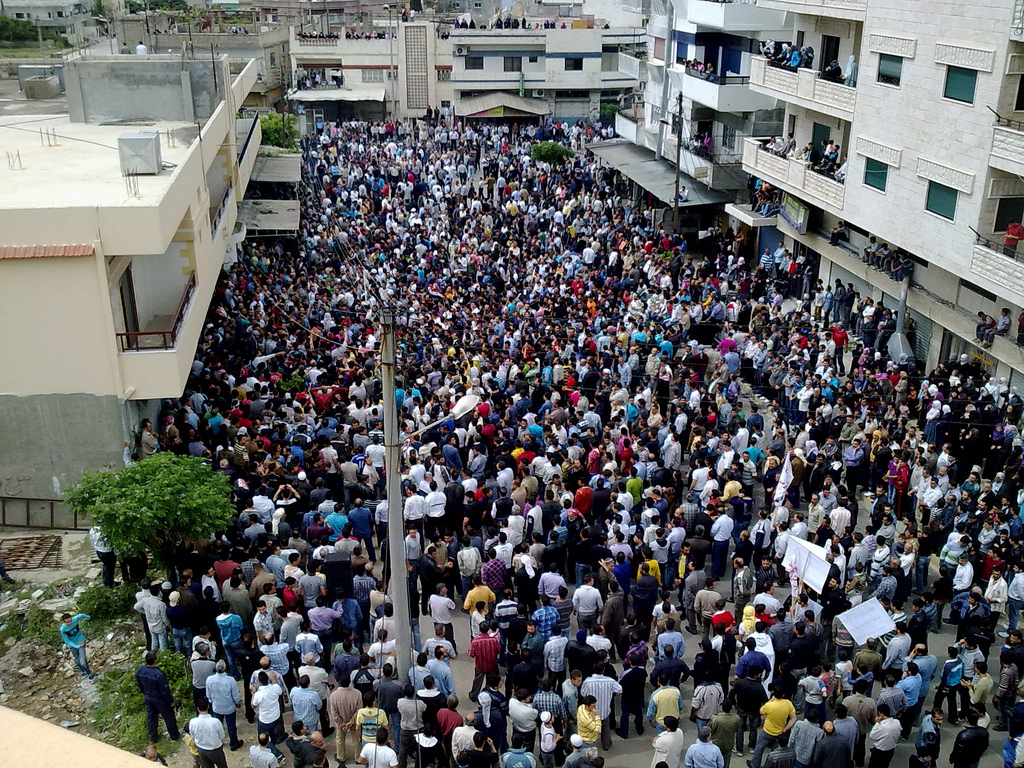
Manifestación en la ciudad de Baniás el 29 de abril de 2011.

El asedio de Baniás empezó el 7 de mayo de 2011, durante la fase de levantamiento civil de la guerra civil siria, cuando el ejército sirio lanzó una operación en la ciudad siria de Baniás. El gobierno dijo que estaba apuntando a grupos terroristas, mientras que la oposición siria lo calificó como una ofensiva contra los manifestantes a favor de la democracia. La operación duró hasta el 14 de mayo de 2011.

## Antecedentes
El asedio de Daraa se produjo en el contexto de la Primavera Árabe, en las que Daraa fue el centro de los disturbios en Siria. El 25 de abril de 2011, el ejército sirio inició un asedio de diez días de la ciudad, una operación que ayudó a convertir el levantamiento en una rebelión armada y la posterior guerra civil.

## Contexto
El 9 de abril de 2011, hombres armados desconocidos dispararon contra un autobús militar que atravesaba Baniás y mataron a nueve soldados.
El 10 de abril, se llevaron a cabo protestas en Baniás en las que estallaron violentos enfrentamientos entre las fuerzas de seguridad y los manifestantes. Según los informes, entre tres y seis personas murieron a tiros, mientras que, según los informes, un agente de policía fue asesinado por hombres armados desconocidos.
El 14 de abril, francotiradores mataron a un soldado del ejército sirio en la ciudad, según los medios estatales.

## Operación
El 7 de mayo, precedido por la exitosa operación contra los manifestantes en Daraa días antes, las unidades del ejército sirio entraron en Bariás desde tres direcciones. Avanzaron hacia los distritos sunitas de la ciudad multiétnica. Se informó de fuertes disparos cuando comenzó la operación. Al día siguiente, 8 de mayo, se vieron alrededor de 30 tanques patrullando la ciudad, algunos de ellos posicionados en el centro de la ciudad. Según los informes, los barcos de la Armada siria también estaban ocupando posiciones cerca de la costa de la ciudad. Al parecer, unidades de las fuerzas especiales entraron en la parte norte de la ciudad, desde donde se escucharon fuertes disparos.
El 14 de mayo, los militares comenzaron a retirarse de la ciudad, poniendo fin efectivamente al asedio. Se contabilizaron 10 manifestantes fallecidos, 400 detenidos y entre uno y 6 soldados fallecidos.